# Daniil Fominykh
Daniil Fominykh (28 de agosto de 1991) es un ciclista kazajo que fue profesional entre 2012 y 2021.
Hasta 2020 fue miembro del equipo Astana, al que llegó en 2014 desde su equipo filial, el Continental Team Astana. Compitió la segunda mitad del año 2021 en el Almaty Cycling Team, equipo del que se convirtió en director deportivo en 2022.

## Palmarés
2010
- 3.º en el Campeonato de Kazajistán Contrarreloj

2012
- 3.º en el Campeonato de Kazajistán Contrarreloj

2013
- 3.º en el Campeonato de Kazajistán Contrarreloj

2014
- Campeonato de Kazajistán Contrarreloj

2015
- 2.º en el Campeonato de Kazajistán Contrarreloj

2018
- Campeonato de Kazajistán Contrarreloj

2019
- Campeonato Asiático Contrarreloj [2]
- 3.º en el Campeonato de Kazajistán Contrarreloj

2021
- Campeonato de Kazajistán Contrarreloj

## Resultados en Grandes Vueltas y Campeonatos del Mundo
Durante su carrera deportiva consiguió los siguientes puestos en las Grandes Vueltas y en los Campeonatos del Mundo:
| Carrera              | Carrera              | 2012 | 2013 | 2014 | 2015 | 2016 | 2017 | 2018 | 2019 | 2020 | 2021 |
| -------------------- | -------------------- | ---- | ---- | ---- | ---- | ---- | ---- | ---- | ---- | ---- | ---- |
|                      | Giro de Italia       | —    | —    | —    | —    | —    | —    | —    | —    | —    | —    |
|                      | Tour de Francia      | —    | —    | —    | —    | —    | —    | —    | —    | —    | —    |
|                      | Vuelta a España      | —    | —    | Ab.  | —    | —    | —    | —    | —    | —    | —    |
| Mundial en Ruta      | Mundial en Ruta      | —    | —    | Ab.  | —    | —    | —    | Ab.  | —    | Ab.  | Ab.  |
| Mundial Contrarreloj | Mundial Contrarreloj | —    | —    | 38.º | 34.º | —    | —    | —    | 37.º | 43.º | 36.º |

—: no participa

Ab.: abandono